# Crambus perlella
Crambus perlella là một loài bướm đêm thuộc họ Crambidae. Nó được tìm thấy ở châu Âu.
Sải cánh dài 19–28 mm. Con trưởng thành bay từ tháng 7 đến tháng 8 tùy theo địa điểm.
Ấu trùng ăn nhiều loại cỏ. Adults feed on the mật hoa của loài Leucanthemum.

## Hình ảnh

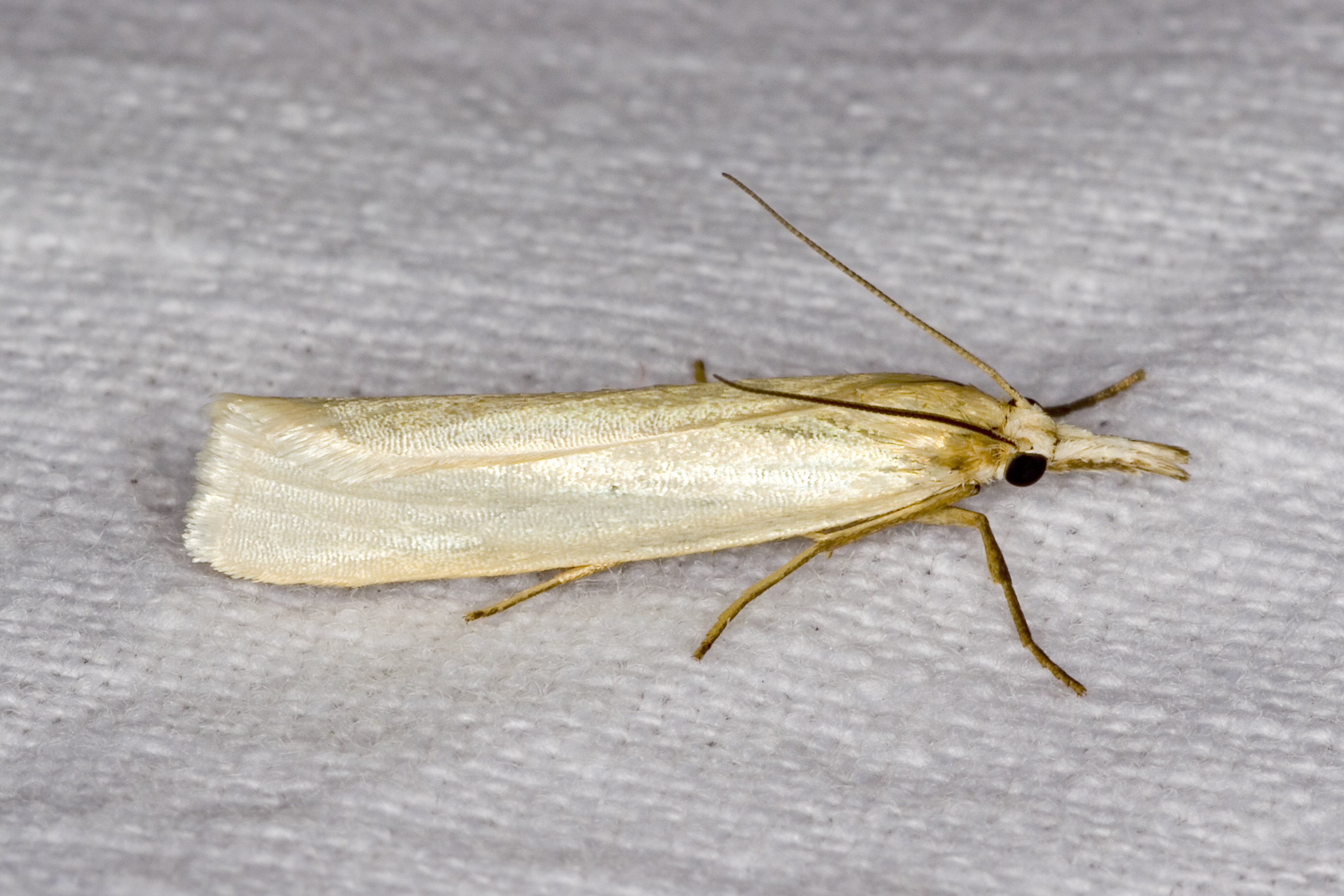
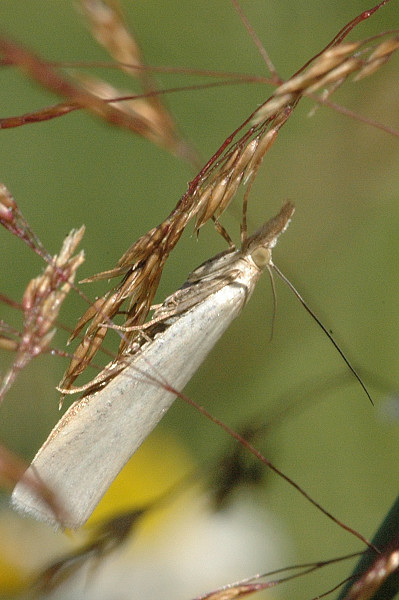
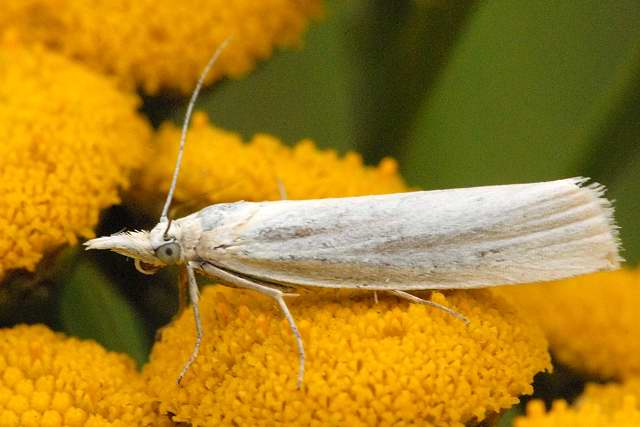
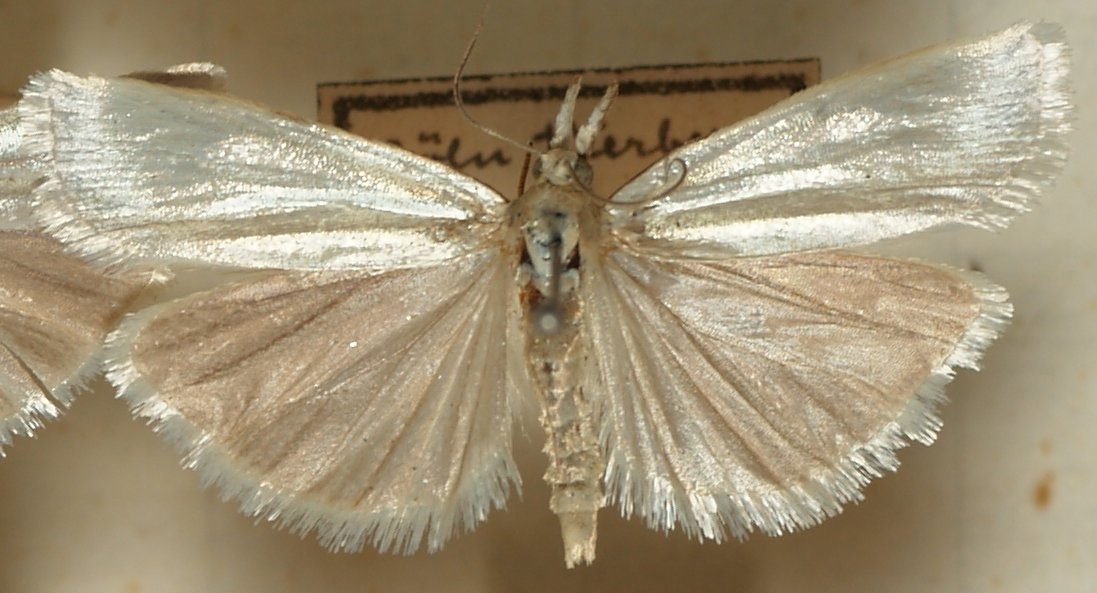